# Bruno Maçães

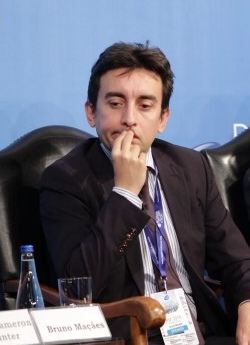
Bruno Maçães

Bruno Maçães (* 1974) ist ein portugiesischer Politiker, Politikwissenschaftler, Business-Stratege und Autor. Er hat an der Universität Lissabon und in Harvard studiert, wo er seinen Doktortitel bei Harvey Mansfield ablegte. Momentan ist er externer Fellow am Hudson-Institut in Washington.
Er war Senior Fellow bei Carnegie Europe.

## Öffentliche Karriere
Seine Amtszeit als Außenminister für Europaangelegenheiten in der portugiesischen Regierung fiel mit dem schwersten Abschnitt der Finanzkrise zusammen. 2013 beschrieb die führende griechische Zeitung seine wirtschaftlichen Ansichten als sehr deutsch. Er sagte vor einem Publikum in London, Deutschland habe eine „scheinheilige“ Einstellung zu Handelsverhandlungen. Nachdem Macaes mehrere Reformvorschläge für die Eurozone vorgebracht hatte, kritisierte Wolfgang Münchau, dass Maçães „das Rad neu erfinden“ würde. Im April 2014 verteidigte er ein Energieabkommen zwischen Europa und den Vereinigten Staaten angesichts von Drohungen aus Russland. Die Idee erhielt letzten Endes mehr Unterstützung, als Portugal das erste Land in Europa war, das LNG-Tanker, Tankschiffe für den Transport von Flüssiggas, aus den USA erhielt. Seine Strategie war es, eine Energierevolution zu begründen und Europa so näher an den Atlantik zu rücken. Weiterhin war es sein Ziel, eine neue Digital-Strategie für die EU zu entwerfen, deren Schwerpunkt auf industrieller Innovation liegen sollte.
Maçães war der erste europäische Politiker, der Mariupol besuchte, nachdem es Teil der Front im Russisch-Ukrainischen Krieg wurde. Im Januar 2015 wurde er für die Fernsehshow HardTalk auf BBC interviewt.
Er verließ die portugiesische Regierung im November 2015 und wurde vom rumänischen Präsidenten ausgezeichnet.
In einem Interview, das er TRT, einer türkischen Mediengruppe, im März 2017 gab, kritisierte er die niederländische Regierung stark dafür, türkischen Politikern Auftritte in den Niederlanden zu untersagen.
Im Juli 2017 beschuldigte er Italien, die Regeln der Bankenunion zu missachten.

## The Dawn of Eurasia
Sein Buch The Dawn of Eurasia wurde im Januar 2018 im Penguin Verlag veröffentlicht. Maçães erläutert darin, dass der Unterschied zwischen Europa und Asien verschwunden sei. Sein Hauptargument hierfür ist, dass es zunehmend schwierig sei, eine klare Grenze zwischen den beiden Kontinenten zu ziehen. Weiterhin argumentiert er, dass Europa es nicht verfehlen dürfe, auf die neue Seidenstraße, ein von China ausgehendes Projekt, zu reagieren. In einer polemischen Abhandlung beschuldigte er die Europäische Union, die dritte Phase der Globalisierung zu verpassen. Den bevorstehenden Belt and Road Gipfel beschrieb er als „ebenso wichtig wie die G20“.
Tyler Cowen schrieb, dass The Dawn of Eurasia das beste Buch gewesen sei, das er in diesem Jahr gelesen habe.
2018 wurde The Dawn of Eurasia mit dem Ranald MacDonald Award, einem internationalen Literaturpreis, ausgezeichnet.

## Roman
In einem Podcast mit Linda Yueh kündigte er 2018 an, dass er an einem Roman arbeite. Dieser solle in der Welt der Belt and Road Initiative spielen.

## Meinung
Im Juli 2020 stellte er die Behauptung auf, dass eine endemische Immunität gegen Fledermausviren sich positiv auf die Reaktion südostasiatischer Staaten auf Covid-19 auswirke.

## Werke
- World Builders: Technology and the New Geopolitics. Cambridge University Press, Cambridge 2025, ISBN 978-1-009-39738-4.
- The Dawn of Eurasia: On the Trail of the New World Order. Yale University Press, New Haven 2018, ISBN 978-0-300-23593-7.
- Website der britischen Zeitschrift "New Statesman" mit der Übersicht seiner Artikel